# Euricius Cordus
Pour les articles homonymes, voir Cordus.
Euricius Cordus (1486 à Münchhausen-1535 à Brême) est un botaniste, médecin et auteur d'épigrammes allemand. Il est le père de Valerius Cordus (1515-1544), également botaniste et médecin.

## Biographie
« Cordus », nom latin qu'il a adopté, signifie « né tardivement » ; il était en effet le dernier d'une famille de treize. Il a eu comme maîtres le chroniqueur Wigand Gerstenberg (de) et le poète néolatin Helius Eobanus Hessus. Ce dernier était dans son cercle d'amis, avec Mutianus Rufus (de) et Joachim Camerarius l'Ancien.
Il étudie les arts libéraux à l'université d'Erfurt.
Il se marie en 1508 et étudie la médecine à partir de 1519.
En 1521 il rencontre à Worms Martin Luther, puis se rend à Ferrare, où il devient docteur en médecine. À partir de 1523 il est médecin à Brunswick. Dans un poème à Charles Quint il se prononce pour la Réforme. Cela lui vaut en 1527 d'être appelé par le landgrave Philippe Ier de Hesse à occuper la chaire de médecine à l'université protestante de Marbourg, récemment fondée. Il y est choisi deux fois comme recteur.
Cordus est un botaniste qui préfère l'excursion dans la nature à la lecture des Anciens.
Lessing a repris quelques-unes de ses 1 200 épigrammes.

## Écrits (liste partielle)
- (la) Epigrammata, 1520
- (la) Botanicon, Cologne, 1534
  - (de) Armgard Müller (dir.), Das Bucolicon des Euricius Cordus und die Tradition der Gattung. Text, Übersetzung, Interpretation, Trèves, Wissenschaftlicher Verlag Trier, 1997  (ISBN 3-88476-247-8) — Texte et traduction allemande.
  - (de) Ioanna Paschou (dir.), Euricius Cordus, Bucolicon. Kritische und kommentierte Ausgabe, Hambourg, Lit, 1997  (ISBN 9783825833893) — Édition critique.
- (de) Von der Kunst auch Missbrauch und Trug des Harnsehens, 1536

## Compléments

### Mémoire
- Un prix de la faculté de médecine de l'université de Marbourg s'appelle la médaille Euricius Cordus.
- Éponymie : (Boraginaceae) Cordia L. ex Plum. (aussi en l'honneur de son fils).